# Xander Berkeley

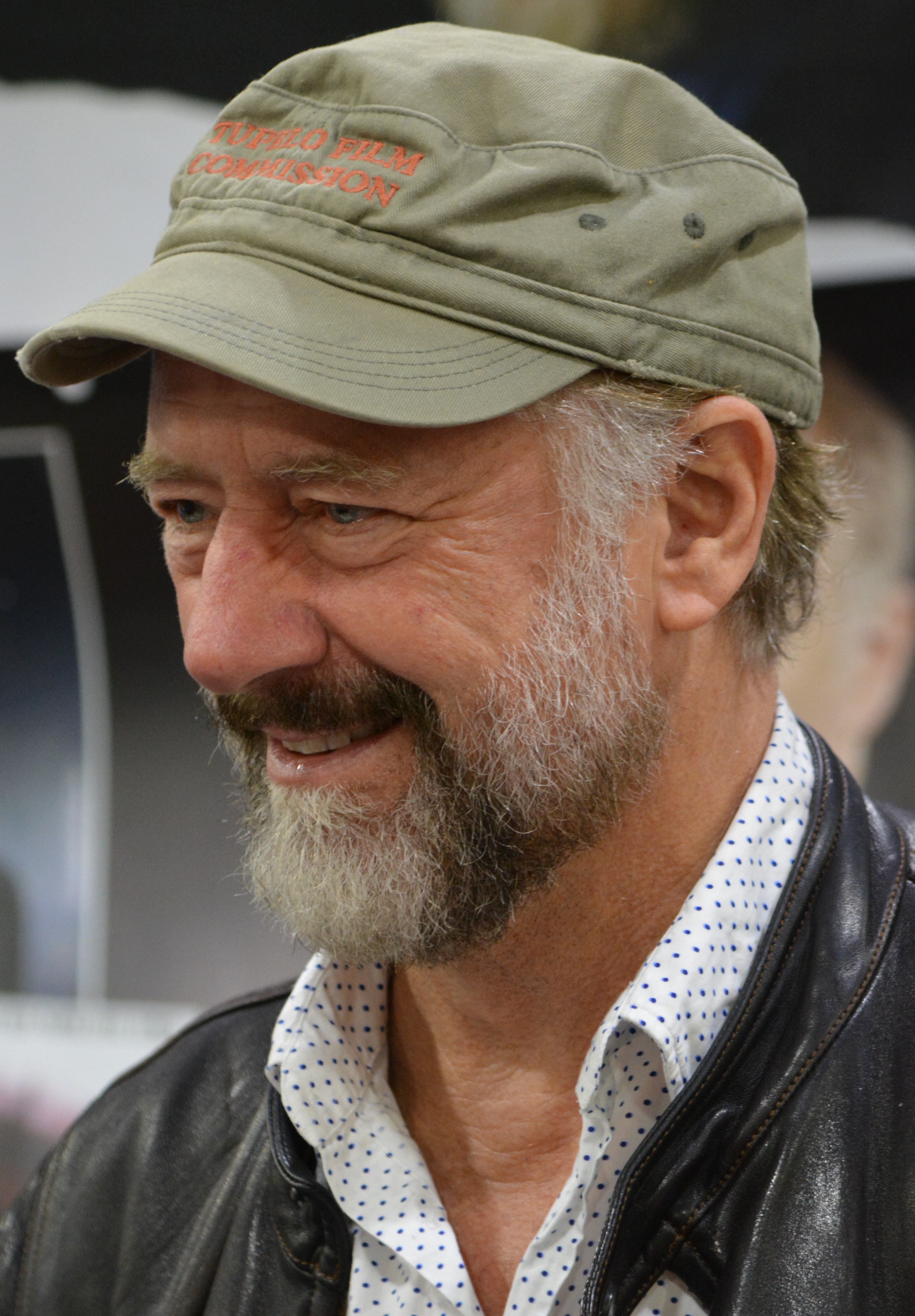
Berkeley im Oktober 2016

Alexander Harper Berkeley (* 16. Dezember 1955 in Brooklyn, New York City) ist ein US-amerikanischer Schauspieler.

## Leben
Während seiner Zeit am Hampshire College spielte Berkeley an den Theatern der Colleges, die mit Hampshire einen Verbund bildeten. Anschließend spielte er auf regionalen Bühnen und Repertoiretheatern sowie Off-Broadway. Durch seine Mitwirkung am Stück Early Dark erhielt er die Gelegenheit, nach Hollywood zu gehen. Dort etablierte er sich als Nebendarsteller in zahlreichen Fernsehserien und Kinofilmen, unter anderem absolvierte er Auftritte in M*A*S*H, Remington Steele, Miami Vice und Das A-Team. Später trat er in Gastrollen in Akte X, Emergency Room – Die Notaufnahme und Law & Order auf. Große Aufmerksamkeit bekam er zuletzt durch die amerikanische Erfolgsserie The Mentalist, in der er die Schlüsselrolle des Sheriff Thomas McAllister alias „Red John“ übernahm.
In Kinoproduktionen hatte Berkeley Auftritte in Terminator 2, Apollo 13, Gattaca und Air Force One. In vielen seiner Rollen stellte er unsympathische Charaktere oder Bösewichte dar. 2001 war Berkeley als Chef der Antiterroreinheit in 24 zu sehen; 2010 gehörte er zur Besetzung der Serie Nikita. Neben darstellenden Rollen arbeitete er auch als Synchronsprecher.
Xander Berkeley ist mit der Schauspielerin Sarah Clarke verheiratet, die er bei den Dreharbeiten zur Fernsehserie 24 (sie spielte „Nina Myers“) kennenlernte. Er betätigt sich auch als Bildhauer und Maler sowie als Maskenbildner.

## Filmografie (Auswahl)

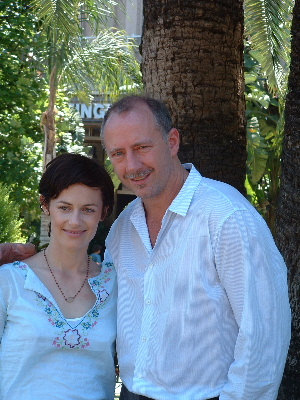
Sarah Clarke und Xander Berkeley am Set von 24 (2003)

- 1981: Meine liebe Rabenmutter (Mommie Dearest)
- 1982: Hart aber herzlich (Hart to Hart, Fernsehserie, Folge 3x17 Russisches Ballett)
- 1983: Cagney & Lacey (Fernsehserie, Folge 2x20 The Gang’s All Here)
- 1983–1984: Das A-Team (The A-Team, Fernsehserie, 2 Folgen)
- 1984: Trio mit vier Fäusten (Riptide, Fernsehserie, Folge 1x07)
- 1985: V – Die außerirdischen Besucher kommen (V, Fernsehserie, Folge 1x03 Breakout)
- 1985: Sid und Nancy (Sid and Nancy)
- 1985: Alles hört auf mein Kommando (Volunteers)
- 1986: Straight to Hell – Fahr zur Hölle (Straight to Hell)
- 1987: Walker
- 1987–1989: Miami Vice (Fernsehserie, 2 Folgen)
- 1988: Tapeheads – Verrückt auf Video (Tapeheads)
- 1989: Die fabelhaften Baker Boys (The Fabulous Baker Boys)
- 1989: Showdown in L.A. (L.A. Takedown)
- 1990: Internal Affairs – Trau’ ihm, er ist ein Cop (Internal Affairs)
- 1990: Rookie – Der Anfänger (The Rookie)
- 1990: Das Kindermädchen (The Guardian)
- 1990: Grifters (The Grifters)
- 1991: Terminator 2 – Tag der Abrechnung (Terminator 2: Judgment Day)
- 1991: For the Boys – Tage des Ruhms, Tage der Liebe (For the Boys)
- 1991: Billy Bathgate – Im Sog der Mafia (Billy Bathgate)
- 1991: Dillinger – Staatsfeind Nr. 1 (Dillinger)
- 1992: Candyman’s Fluch (Candyman)
- 1992: Eine Frage der Ehre (A Few Good Men)
- 1993: Angriff der 20-Meter-Frau (Attack of the 50 Ft. Woman)
- 1993: Mord ist Rache (Donato & Daughter)
- 1993: Akte X – Die unheimlichen Fälle des FBI (The X Files, Fernsehserie, Folge 1x08 Eis)
- 1994: Visitors – Besucher aus einer anderen Welt (Roswell, Fernsehfilm)
- 1995: Apollo 13
- 1995: Heat
- 1995: Leaving Las Vegas
- 1995: Safe
- 1996: Barb Wire
- 1996: Bulletproof
- 1996: Apollo 11
- 1996: Haus der stummen Schreie (If These Walls Could Talk)
- 1996: Täter unbekannt (Persons Unknown)
- 1996: Poison Ivy II – Jung und verführerisch (Poison Ivy II)
- 1996: The Rock – Fels der Entscheidung (The Rock)
- 1996: A Family Thing – Brüder wider Willen (A Family Thing)
- 1997: Air Force One
- 1997: Gattaca
- 1997: Breast Men
- 1997: One Night Stand
- 1998: Phoenix – Blutige Stadt (Phoenix)
- 1998: Alle lieben Juliet (The Truth About Juliet)
- 1998: Emergency Room – Die Notaufnahme (ER, Fernsehserie, Folge 5x09)
- 1998: Winchell – Reporter aus Leidenschaft (Winchell)
- 1999: Universal Soldier – Die Rückkehr (Universal Soldier: The Return)
- 2000: Shang-High Noon (Shanghai Noon)
- 2000: Timecode
- 2001: Ein Mann für geheime Stunden (The Man from Elysian Fields)
- 2001: Storytelling
- 2001–2003: 24 (Fernsehserie, 27 Folgen)
- 2003: Quicksand – Gefangen im Treibsand (Quicksand)
- 2003: Karen Sisco (Fernsehserie, Folge 1x03)
- 2003: Freelancer (Computerspiel, Stimme von Dexter Hovis)
- 2003–2004: CSI: Den Tätern auf der Spur (CSI: Crime Scene Investigation, Fernsehserie, 5 Folgen)
- 2004: U-Boat (In Enemy Hands)
- 2005: Kaltes Land (North Country)
- 2005: Standing Still – Blick zurück nach vorn (Standing Still)
- 2005: Deepwater
- 2005: Drop Dead Sexy
- 2005: Law & Order (Fernsehserie, Folge 15x14)
- 2006: Magma – Die Welt brennt (Magma: Volcanic Disaster)
- 2006: Seraphim Falls
- 2006: The West Wing – Im Zentrum der Macht (The West Wing, Fernsehserie, Folge 7x21)
- 2007: Das perfekte Verbrechen (Fracture)
- 2007: Bones – Die Knochenjägerin (Bones, Fernsehserie, Folge 3x06)
- 2007: Standoff (Fernsehserie, Folge 1x12)
- 2007: Criminal Intent – Verbrechen im Visier (Law & Order: Criminal Intent, Fernsehserie, Folge 6x13)
- 2008: 96 Hours (Taken)
- 2008: Criminal Minds (Folge 4x07)
- 2008: Jericho – Der Anschlag (Jericho, Fernsehserie, 3 Folgen)
- 2008: Boston Legal (Fernsehserie, Folge 4x11)
- 2008, 2013: The Mentalist (Fernsehserie, 5 Folgen)
- 2009: Year One – Aller Anfang ist schwer (Year One)
- 2009: Superman/Batman: Public Enemies (Stimme von Captain Atom)
- 2009: The Closer (Fernsehserie, Folge 5x12)
- 2009: Women in Trouble
- 2009: Medium – Nichts bleibt verborgen (Medium, Fernsehserie, Folge 5x03)
- 2010: Kick-Ass
- 2010: Faster
- 2010: Luster – Das zweite Ich (Luster)
- 2010: Batman: The Brave and the Bold – The Videogame (Videospiel, Stimme von Sinestro)
- 2010: Three Rivers Medical Center (Three Rivers, Fernsehserie, Folge 1x13)
- 2010: Below the Beltway
- 2010–2012: Nikita (Fernsehserie, 45 Folgen)
- 2011: Pakt der Rache (Seeking Justice)
- 2011: Five
- 2011: Hangover in L.A. (Girl Walks Into a Bar)
- 2013: Being Human (Fernsehserie, 8 Folgen)
- 2013: Louder Than Words
- 2013, 2015: Longmire (Fernsehserie, Folgen 2x03, 4x08)
- 2014: Justified (Fernsehserie, 2 Folgen)
- 2014: Son of Batman (Stimme von Dr. Kirk Langstrom)
- 2014: Small Time
- 2014: Transcendence
- 2014–2015: Salem (Fernsehserie, 14 Folgen)
- 2015: Zoo (Fernsehserie, 4 Folgen)
- 2015: Die Vorsehung (Solace)
- 2015: Aquarius (Fernsehserie, Folge 1x13)
- 2015–2016: 12 Monkeys (Fernsehserie, 3 Folgen)
- 2016: Die Bestimmung – Allegiant (The Divergent Series: Allegiant)
- 2016–2018: The Walking Dead (Fernsehserie, 29 Episoden)
- 2020: The Dark and the Wicked
- 2022: Butcher’s Crossing
- 2023: The Mandalorian (Fernsehserie, Episode 3x07)
- 2024: Star Wars: Geschichten der Jedi (Tales of the Empire, Fernsehserie, Folge 2x02, Stimme)
- 2024: Reagan